# Eupithecia dustica
Eupithecia dustica là một loài bướm đêm trong họ Geometridae.